# Paradiadelia
Paradiadelia is een kevergeslacht uit de familie van de boktorren (Cerambycidae). De wetenschappelijke naam van het geslacht werd voor het eerst geldig gepubliceerd in 1940 door Breuning.

## Soorten
Paradiadelia omvat de volgende soorten:
- Paradiadelia mediofusca Breuning, 1957
- Paradiadelia rufotarsalis Breuning, 1957
- Paradiadelia tigrinata Breuning, 1976
- Paradiadelia bispinosa Breuning, 1940